# Vegar Eggen Hedenstad

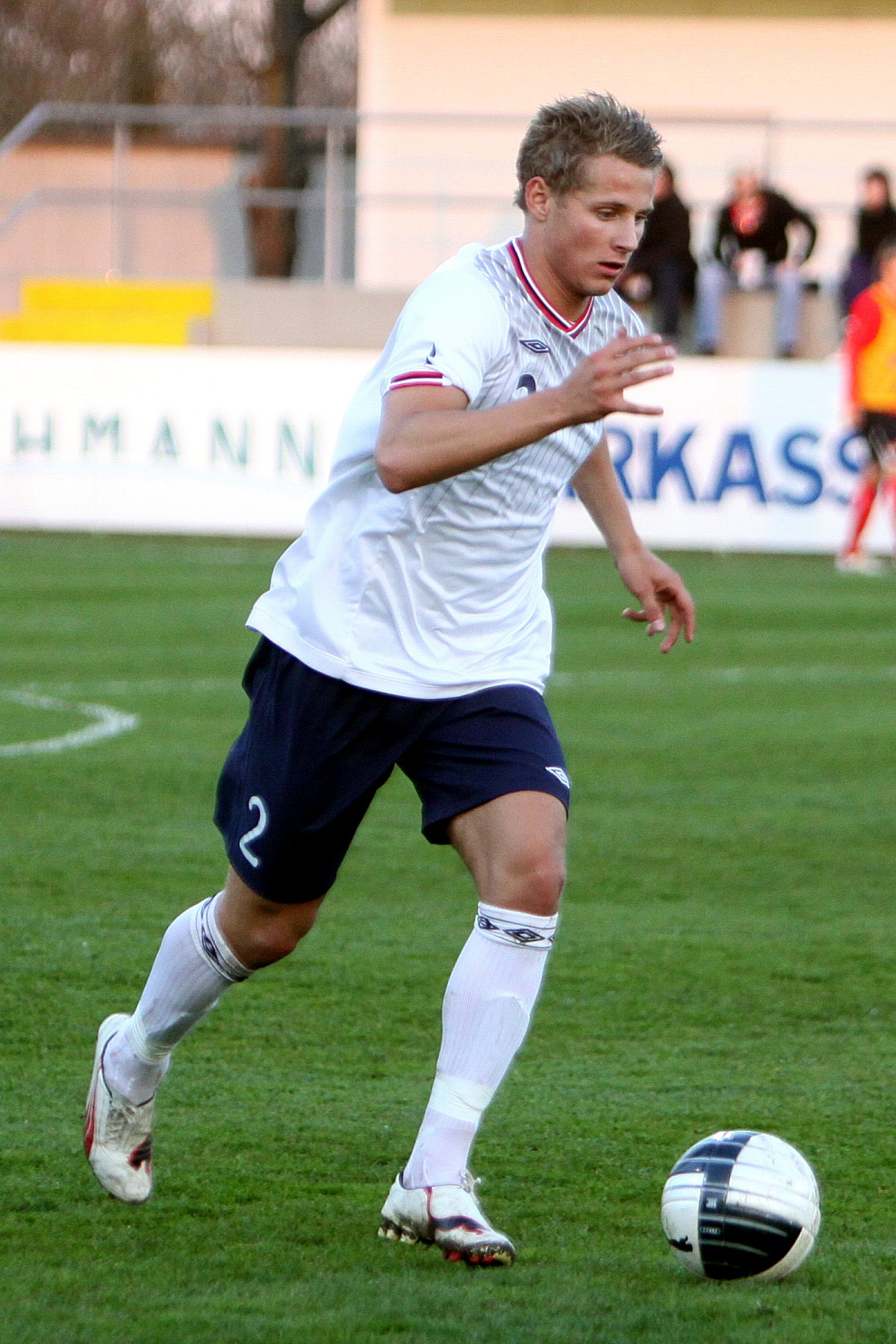
Vegar Eggen Hedenstad im Trikot der norwegischen U-21-Nationalmannschaft

Vegar Eggen Hedenstad (* 26. Juni 1991 in Elverum) ist ein norwegischer Fußballspieler. Er steht bei Fatih Karagümrük SK unter Vertrag.

## Karriere

### Verein
Hedenstad begann seine Karriere in der Jugend des norwegischen Vereins Elverum Fotball. 2006 absolvierte er im Alter von erst 14 Jahren in einem Spiel gegen Mjøndalen IF sein Debüt im Herrenbereich. In der Wintertransferperiode 2007/08 wechselte er zum Stabæk IF, der in der höchsten norwegischen Spielklasse, der Tippeligaen, spielte. Dort wurde er im ersten Jahr norwegischer Meister. Bis zum Ende der Saison 2011/12 bestritt Hedenstad 94 Spiele für Stabæk Fotball und erzielte dabei fünf Tore.
In der Sommerpause 2012 wechselte er zum damaligen Bundesligisten SC Freiburg. Wegen Problemen mit seiner Leiste kam er jedoch nur zu wenigen Einsätzen. Für die Saison 2014/15 wurde er an den Zweitligisten Eintracht Braunschweig ausgeliehen, für den er in 23 Spielen zum Einsatz kam. Ein Verbleib in Braunschweig scheiterte jedoch am Veto der Freiburger. Zur Saison 2015/16 kehrte er zum mittlerweile in die 2. Bundesliga abgestiegenen SC Freiburg zurück. Zur Saison 2016/17 wurde er vom FC St. Pauli ablösefrei verpflichtet.
Nach 15 Zweitligaspielen wechselte er am 9. Februar 2017 nach Norwegen zum Rosenborg BK aus Trondheim. Er erhielt einen Vierjahresvertrag.

### Nationalmannschaft
Hedenstad gab sein Debüt in der norwegischen Nationalmannschaft unter Trainer Lars Christopher Vilsvik in einem Freundschaftsspiel gegen Dänemark im Jahre 2012; das Spiel endete 1:1.
Am 5. Juni 2013 wurde ihm in der 44. Minute im Eröffnungsspiel der U-21-Europameisterschaft gegen Israel wegen eines Fouls die rote Karte gezeigt.

## Erfolge
Stabæk IF
- Norwegischer Meister 2008

SC Freiburg
- Aufstieg in die 1. Bundesliga 2016

Rosenborg
- Norwegischer Pokalsieger: 2018